# 문정로 (서울)
문정로는 서울특별시 송파구 송파대로 문정역에서 송파구 동남로30길 누에머리공원까지의 도로이다.

## 경유지
서울특별시
- 송파구

## 노선
- 문정역삼거리 - 문덕초고사거리(문정근린공원) - 문정중학교 사거리 - 두댐이공원 - 문정시영아피트삼거리 - 송파장애인 정보문화교육장 - 거여동사거리 - 서울개롱초등학교 - 성내천 - 누에머리공원

## 연결도로
- 성내천로
- 마천로
- 오금로
- 송이로

## 주요 건물 및 시설
- 서울개롱초등학교
- 서울문덕초등학교
- 문정중학교